# 伊藤茂
伊藤 茂（いとう しげる、1928年3月2日 - 2016年9月11日）は、日本の政治家。
運輸大臣（第67代）、衆議院議員（8期）、日本社会党政策審議会長（第12代）、社会民主党副党首、同幹事長、同政策審議会長を歴任した。

## 来歴
山形県舟形町出身。舟形小学校、新荘中（現：山形県立新庄北高等学校）を経て、陸軍予科士官学校在籍（久保亘、高沢寅男、奥田敬和らと同期）。復員し旧制山形高等学校を経て、1952年東京大学経済学部経済学科を卒業。大学在学中に日本社会党に入党し、恩師大内力東大教授の勧めにより党本部に勤務する。社会党本部職員時代は安保改定阻止国民会議事務局次長、党中央執行委員、国民運動局長を歴任。
1976年、第34回衆議院議員総選挙に社会党公認で旧神奈川1区から立候補し、初当選。社会党内では元社会党委員長の勝間田清一に師事した。1981年、日本社会党委員長選挙で現職の飛鳥田一雄の再選に協力し、主流派に加わった。
1986年、土井たか子委員長の下で政策審議会長に就任。竹下内閣発足後はリクルート事件や消費税の導入をめぐって自民党への風当たりが強まり、社会党の政権担当能力が問われる中、党の政策の責任者である政策審議会長の立場からマスコミに登場する機会が多かった。
日本共産党を除いた野党4党による連合政権の樹立を目指し、公明党の坂口力政策審議会長、民社党の米沢隆政策審議会長、社会民主連合の菅直人らと連携したが、1990年の第39回衆議院議員総選挙では、社会党が公明、民社の票を奪う形で議席数を伸ばしたため、野党共闘は不調に終わり、連合政権協議も頓挫した。
1991年、土井委員長が辞任し、後任には田邊誠が就任した。伊藤は田邊執行部でも政策審議会長に留任し、社会党シャドーキャビネットの副総理に就任する。
1992年の第16回参議院議員通常選挙で社会党が惨敗したため伊藤は政策審議会長を辞任したが、副委員長に就任。1993年、田邊委員長の辞任により党執行部が総辞職し、伊藤も副委員長を退任した。
1993年、宮澤改造内閣への内閣不信任決議案可決により実施された第40回衆議院議員総選挙では、社会党は獲得議席70の惨敗に終わるものの自民党も過半数を割り込み、非自民・非共産8党派による細川連立政権が発足。伊藤は細川内閣で運輸大臣に任命され、初入閣。翌1994年4月、金銭スキャンダルで追い込まれた細川護煕首相が電撃辞任し、伊藤も運輸大臣を退任。
1996年1月、日本社会党の社会民主党への改称に伴い、村山富市党首の下で党政策審議会長に就任。同年9月、佐藤観樹社民党幹事長が離党し旧民主党結成に加わったため、後任の幹事長に就任。小選挙区制導入後初めて実施された第41回衆議院議員総選挙では神奈川8区から立候補するも4位で落選（当選者は新進党の中田宏）し、重複立候補していた比例南関東ブロックで復活し、8選。1999年9月、幹事長を退任し、社民党副党首に就任。2000年の第42回衆議院議員総選挙には、村山前党首共々立候補せず、政界を引退した。
2013年2月、社民党本部移転のため取り壊しが決まった三宅坂の旧社民党本部（社会文化会館）の「お別れ会」に同党名誉党首である村山富市元首相と共に参加した。
2016年9月11日、死去した。88歳没。

## 人物
- 伊藤は社会党右派に属しており、社会主義・共産主義ではなく、むしろヨーロッパの社会民主主義への志向が強かった。そのため社会党の左傾化を憂い、「めざすべきはウラルの向こうにあったのに、社会党はウラルの手前で処理しようとした」という言葉を残している。

### 成田空港問題関連
- 社会党は三里塚闘争の初期に反対派の支援をしており、伊藤自身も現地入りし、1968年3月10日の第2次成田デモ事件では反対派の暴動を規制していた警察に対する監視活動を行った党の「不当弾圧監視団」に参加[6]する等、国民運動局長として反対運動支援を行っていた[7][8]。成田空港予定地の代執行中に東峰十字路事件が起きると、以下の非難談話を出している。十六日の代執行の中で、極左学生の襲撃により、警官三人が死亡したが、このような極左学生の行動に強い怒りを表明、心からおくやみ申し上げる。
成田空港反対の運動は、もともと農民の権利を守り、政策転換を求めるものであり、国民の広い支持を得て進められるべきものである。一部ゲリラと化した学生の行動は絶対に許せないものである。われわれは、わが党と無関係な暴力行動を排し、また、このような事態を再び起こさない政治の実現のため、国民の広い支持のもとに努力する。—[9]
- 運輸大臣就任後の1994年3月に、羽田か川崎沖に国際ハブ空港を建設し成田は国内線や航空貨物の基地にするなどとする不見識な論文[注釈 1]を東洋経済[10]に出した。その後、「亡くなられた皆さんのご冥福をお祈り申し上げるとともに、遺族の皆さんのご心労に思いを深くしている」と述べたとはいえ、今度は「（成田空港の）Ｂ、Ｃ滑走路を完成して立派な国際空港になるよう願っている」と発言するなど、明確な反省がないまま首尾一貫しない言動をとった[7][11][12]。
- 成田空港問題について政府側と反対派の一部が話し合いをした成田空港問題円卓会議では曖昧な態度をとり続けた挙句、会議終了後に「いやあ、僕もねえ、ピーナッツを食べながら空港反対のデモをよくやりましたよ」と発言した。社会党はもともと反対運動を指導していた立場であったにもかかわらず、次第に運動から距離をとっていった経緯もあり、伊藤の言動は当時の反対派からも無責任な発言として捉えられ、顰蹙を買った[11]。
- 伊藤は成田空港視察の際に東峰十字路事件での殉職者の慰霊碑に献花したが、反対派農民からは「社会党が反対運動に火を付けたから警察官が死ぬ事件が起きた。どういう気持ちで献花したのだろうか」と冷ややかな意見が上がった[7]。

### ソビエト連邦のスパイ
ソビエト連邦からアメリカ合衆国に亡命した、KGBスパイであったスタニスラフ・レフチェンコは、伊藤が「グレース」というコードネームを持つKGBの工作員であったと証言している（レフチェンコ事件）。

## 著書
- 単著
  - 『政界再編が完結する日―新しい政治へのシグナル』実業之日本社、1994年。ISBN 4408394319
  - 『いつか妻が目覚める日のために』 時事通信社、2000年。ISBN  4788700700
  - 『日本の新しい社会民主主義―その道を拓く (社民党ブックレット)』 社会民主党全国連合、2000年。ISBN 4890890157
  - 『動乱連立　その渦中から』 中央公論新社、2001年。ISBN 4120030962
  - 『私たちの生きた日本 その「小さな歯車」の記録』 明石書店、2004年。ISBN 4750319856
- 共著
  - 菅直人、米沢隆、坂口力『土地問題への提言とQ&A』  アイピーシー 1987年。 ISBN 4871984443
  - 隅谷三喜男・大槻勲子・加藤毅著 「21世紀日本の進路」研究会編『従属国からの脱却―日米安保条約を日米平和友好条約に』 露満堂、2002年。ISBN 4434024779